# Karl Rübel (General)
Karl Rübel (* 16. August 1895 in Dortmund; † 8. März 1945 bei Schivelbein in Pommern) war ein deutscher Generalleutnant der Wehrmacht.

## Leben
Karl Rübel war ein Sohn des gleichnamigen Archivars Karl Rübel (1848–1916).
Karl Rübel trat am 29. März 1914 als Fahnenjunker in die Armee ein. Am 24. Dezember 1914 wurde er im Infanterie-Regiment 56 zum Leutnant befördert.
Er wurde in die Reichswehr übernommen. Hier diente er, ab 1. Februar 1928 Hauptmann, 1930 als Chef der 10. Kompanie des 10. Infanterie-Regiments (Dresden).
Später wurde Rübel Kommandeur der Heeressportschule Wünsdorf. Als Kommandeur der Heeressportschule war er maßgeblich an der letzten Sportvorschrift der Wehrmacht beteiligt, welche im Oktober 1938 (H. Dv. 475) veröffentlicht wurde. Tenor war, dass durch den Sport die körperliche Grundlage für den Fronteinsatz gelegt werden sollte, wodurch der Sport maßgeblicher Teil des Dienstes wurde. So schreibt Rübel 1936 in seinem Beitrag Wehrhaftes Volk, wo er zusätzlich ausführlich über die körperliche Vorbereitung an der Heeressportschule berichtet:
Der zweckmäßige Weg für die Heranbildung des Wunschbildes des heutigen Soldaten zeigt sich am ehesten naturgemäß dort, wo die Körperausbildung allein unter den Gesichtspunkt der Erziehung zur Wehrfähigkeit gestellt ist, also in der Wehrmacht selbst...

Die Leichtathletik, in erster Linie der Lauf, verleiht dem Mann die für das Gefecht erforderliche Ausdauer und Schnelligkeit; Laufen steht daher im Vordergrund der gesamten körperlichen Erziehung des Soldaten. Laufenkönnen bedeutet Blut sparen auf dem Gefechtsfeld.
Am 1. August 1937 zum Oberstleutnant befördert, war er ab November 1938 Kommandeur von III./Infanterie-Regiment 57 (Siegen). Zu Beginn des Zweiten Weltkriegs war Rübel ab 1. September 1939 erst kurz Kommandeur des neu aufgestellten Infanterie-Ersatz-Regiment 251 und dann ab 28. November 1939 Kommandeur des ebenfalls neu aufgestellten Infanterie-Regiments 378 bei der 169. Infanterie-Division. Die Division nahm am Westfeldzug teil und blieb dann bis März 1941 als Besatzungstruppe in Frankreich. Am 1. Juli 1940 war Rübel zum Oberst befördert worden. Ab Juni 1941 kämpfte die Division in Finnland.
Ab dem 29. Dezember 1942 war Rübel mit der Führung der 163. Infanterie-Division beauftragt. Mit seiner Beförderung zum Generalmajor am 1. März 1943 wurde er Kommandeur der 163. Infanterie-Division. In dieser Position wurde er am 1. März 1944 zum Generalleutnant befördert. Die Division kämpfte unter seinem Kommando in Lappland und bei Kandalakscha, musste sich dann aber aufgrund des Waffenstillstands zwischen Finnland und der Sowjetunion ab 2. September 1944 aus Finnland zurückziehen, sodass die Division im Oktober 1944 bis Anfang 1945 in Norwegen als Besatzungstruppe eingesetzt war. Am 13. Januar 1945 erhielt er das Ritterkreuz des Eisernen Kreuzes verliehen. Ab März war sie bei der Heeresgruppe Weichsel mit der Verteidigung von Kolberg betraut. Bei diesen Kampfhandlungen starb Rübel am 8. März 1945. Kurze Zeit später wurde die Division, ohne das ein neuer Kommandeur ernannt wurde, durch die Roten Armee bei Stargard zerschlagen.
Am 3. Januar 1929 hatte Rübel in Sohland am Rotstein Marie-Therese Henriette Margit (* 1898), geb. Starck, geschiedene von Holleben, geheiratet.

## Werke
- Die körperliche Erziehung zum Soldaten. Handbuch für die körperliche Ertüchtigung der Jugend als Vorbereitung für den Dienst in der Wehrmacht. Limpert, 1936.
- Wehrhaftes Volk. Jugend und Wehrmacht. In: Leisniger Tageblatt, Nr. 116, 131. Jahrgang, 1936.

## Auszeichnungen (Auswahl)
- Ritterkreuz des Königlichen Hausordens von Hohenzollern mit Schwertern[6]
- Olympia-Ehrenzeichen 1. Klasse[6]
- Ritterkreuz des Eisernen Kreuzes